# 신시아 대니얼
신시아 대니얼(Cynthia Daniel, 1976년 3월 17일 ~ )은 미국의 전직 배우, 사진가이다.

## 출연 작품
- 스위티 밸리 하이 (1994)